# Donat Johann Heißler von Heitersheim

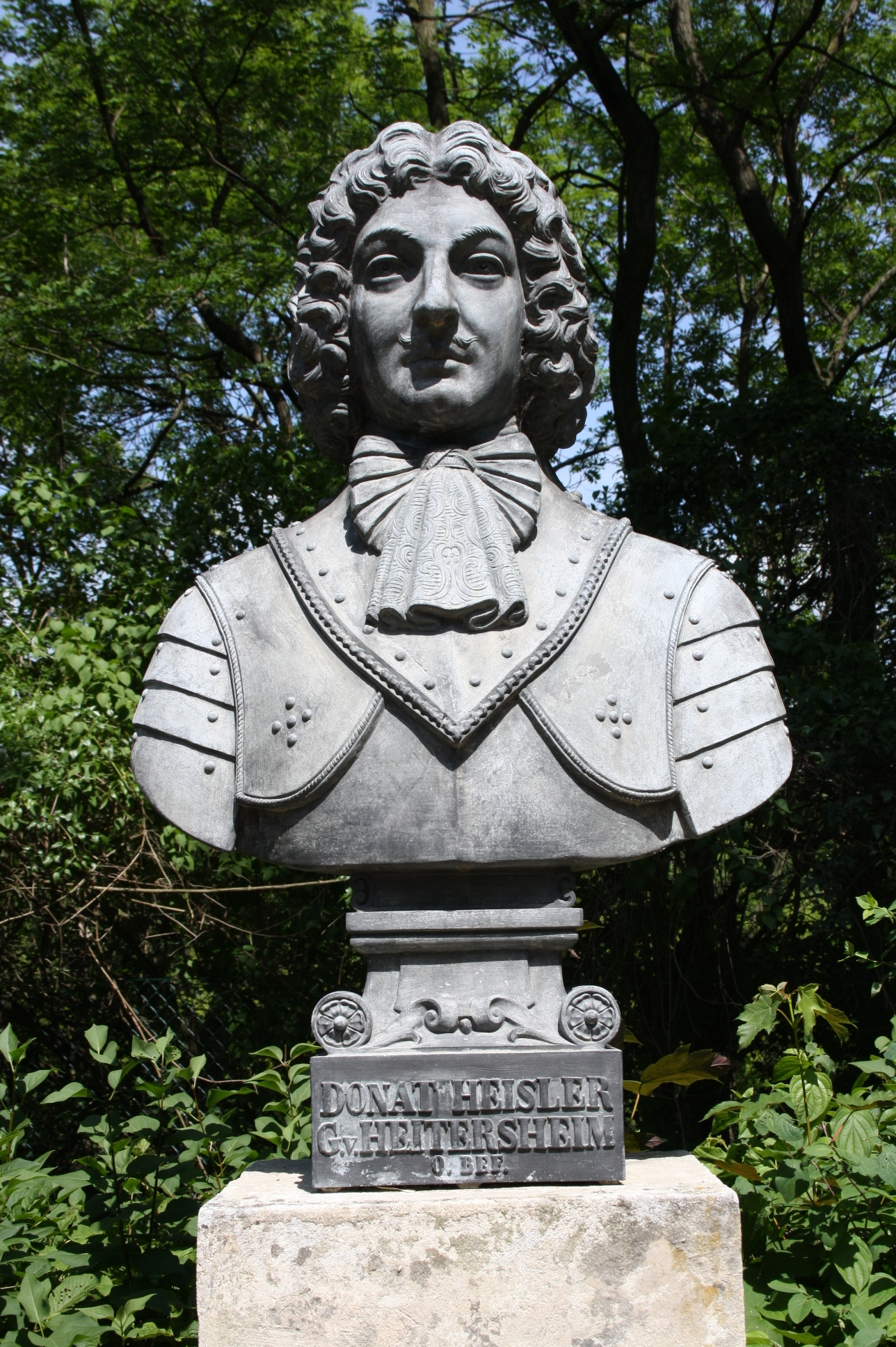
Donat Johann Heißler von Heitersheim

Donat Johann Heißler von Heitersheim (în istoriografia română: generalul Donat Heissler; n. 1648 – d. 1 septembrie 1696, Seghedin) a fost un general al Imperiului Habsburgic, care a jucat un rol important în confruntările cu Imperiul Otoman. Trupele sale au fost învinse în Bătălia de la Zărnești de o armată formată din turci, tătari, curuți și munteni, el fiind luat prizonier și eliberat abia după doi ani. A fost rănit în Bătălia de pe râul Bega, murind după cinci zile la Seghedin. În onoarea sa a fost numit un regiment de dragoni care a existat până în 1918.

## Biografie
Născut în Palatinat, a avansat de la rangul de dragon până la acela de colonel de regiment, ipostază în care a luptat împotriva otomanilor la Asediul Vienei din 1683. În anul următor Heißler l-a învins pe Emmerich Thököly și a cucerit localitatea Vác.
La data de 16 septembrie a aceluiași an a fost avansat la gradul de Generalfeldwachtmeister. În următoarea luptă a zădărnicit împresurarea de la Munkács și a obținut o victorie importantă asupra armatei otomane. A repurtat victorii de asemenea la Buda și Seghedin.
În 1688 l-a învins pe Thököly la Criș, a cucerit cetatea Passarowitz și s-a remarcat și în asediul Belgradului. După ce la 4 ianuarie 1689 a fost avansat la gradul de Feldmarschallleutnant, a pornit spre Transilvania. Pe 21 august 1689, în Bătălia de la Zărnești, a fost învins și luat prizonier. Abia în 1692 a fost eliberat, în schimbul soției lui Thököly, Ilona Zrínyi, care fusese luată prizonieră de către imperiali.
La 9 februarie 1692 a fost avansat general de cavalerie. La scurt timp după ce fusese pus în libertate, a recuperat Oradea din mâna turcilor (5 iunie 1692). Între 1694 bis 1695 a deținut în răstimpuri comanda supremă a armatei principale imperiale din Ungaria. După ce a predat responsabilitatea principelui elector de Saxonia, a fost avansat la gradul de Feldmarschall. În Bătălia de pe râul Bega (12 mai 1696) a fost grav rănit, murind după cinci zile.

## Familia
Heissler von Heitersheim a fost căsătorit cu Barbara Maria, cu care a avut doi fii și o fiică.
- Franz-Joseph Heissler von Heitersheim, care a făcut o carieră strălucită ca membru al Consiliului secret, ca judecător regal și conducător în Moravia;
- Bernhard Heissler von Heitersheim, care în 1705 a devenit comandant al Regimentului de dragoni nr. 11;
- Maria Theresia Heissler von Heitersheim (d. 14 august 1759), căsătorită cu Maximilian Joseph Graf Mittrovsky von Mitrowitz.